# Пантелеймон Нікомедійський
Пантелеймон Нікомедійський або Пантелеймон Цілитель (грец. Παντελεήμων — все-співчутливий, ? — 305)  — цілитель і великомученик перших віків християнства, за фахом був лікарем, його шанують як святого католицька й православна церкви. В католицькій церкві належить до чотирнадцяти святих помічників.

## Життєпис
Пантелеймон народився в Нікомедії (сьогоднішнє м. Ізміт, Туреччина) в сім'ї знатного поганина і отримав ім'я Пантолеон. Його мати свята Еввула була християнкою і виховувала сина в своїй вірі, але померла. Коли Пантолеон був в підлітковому віці, його батько віддав сина в язичницьку школу, а потім доручив знаменитому лікарю Єфросину для вивчення Пантолеоном лікарського мистецтва. Незабаром про нього почув римський імператор Максиміан, який побажав бачити Пантолеона при своєму дворі.
Проживав у Нікомедії пресвітер Єрмолай, який зауважив Пантелеона і почав розповідати йому про християнство. Згідно з житієм, Пантолеон увірував в Ісуса Христа після того, як, побачивши дитину, що померла від укусу змії, він по молитві до Ісуса Христа воскресив її. Після цього він прийняв хрещення від пресвітера Єрмолая і отримав ім'я Пантелеймон.
Ставши безвідплатним лікарем, Пантелеймон позбавив багатьох лікарів доходів, і на нього надійшов донос імператору Максиміану, що Пантелеймон відвідує в тюрмі християн і лікує їх ім'ям Христа. Імператор викликав Пантелеймона і просив спростувати донос. Святий запропонував імператору викликати одного невиліковного хворого і влаштувати випробування. Хто зцілить його: він або язичницькі жерці — віра того і повинна бути правдивою. Згідно з житієм, язичницькі жерці не змогли зцілити хворого, а Пантелеймон силою молитви дарував розслабленому зцілення. Після цього багато хто увірував у Христа, а Максиміан озлобився на Пантелеймона і наказав катувати його, а потім кинути з важким каменем в море. Але Пантелеймон залишився неушкоджений, тоді його піддали новим мукам: повісили на дереві, палили свічками, потім рвали залізними кігтями, колесували, кидали в кипляче олово, намагалися втопити в морі. Дикі звірі, яким він був кинутий на розтерзання, лизали йому ноги.
Після всіх катувань Пантелеймона засудили до відрізання голови. Його прив'язали до оливкового дерева і хотіли відрубати голову, але святий став молитися, а меч не заподіяв йому шкоди. Під час молитви голос з небес закликав Пантелеймона в Царство Небесне і святий попросив воїнів виконати даний їм наказ. Згідно з житієм, коли йому відрубали голову, то з рани потекло замість крові молоко, а маслина у мить покрилася плодами. Кинуте в багаття тіло великомученика не згоріло і було поховане християнами.
Глава Пантелеймона зберігається в Пантелеймонівському монастирі на Афоні. Частинки мощей святого знаходяться в багатьох містах. У Православній церкві Пантелеймон шанується як покровитель воїнів (його язичницьке ім'я Пантолеон перекладається як «лев у всьому»), а також як цілитель, що пов'язано з його другим, християнським, ім'ям Пантелеймон — «всемилостивий».

## Іконографія
На православних іконах він представлений юнаком в одязі святих цілителів — синьому хітоні зі золотими нарукавниками, синій сорочці зі золотим оплеччям та коричневому плащі, зібраному на грудях. На лівому плечі вузький білий пасок, подібний дияконському орарю. В правій руці мученицький хрест, в лівій — коробочка для ліків, по формі нагадуючи чудотворні реліквії.

## Пам'ять
- Православна церква вшановує його пам'ять 27 липня[1].
- Церква святого Пантелеймона у княжому Галичі (тепер Шевченкове, Галицький район, Івано-Франківська область).
- У місті Чернівці є вулиця Святого Пантелеймона.

Відзнаки:
- В Україні діє громадська ініціатива «Орден святого Пантелеймона» і щороку відбувається нагородження медаллю Святого Пантелеймона у номінації «За лікарське мистецтво»[2], що вважається найпрестижнішою у всьому медичному середовищі, а її отримання означає всесвітнє визнання заслуг у цій сфері[3].
- Православна церква України заснувала Відзнаку святого великомученика і цілителя Пантелеймона

## Джерело
- Рубрика Покуття. Календар і життя святих (дозвіл отримано 9.01.2007)
- Бурій В. М. Народно-православний календар / Валерій Бурій. — Черкаси: Вертикаль, 2009. — 95 с. — ISBN 978-966-8438-96-7.